# Xenofón Kutsiumbas
Xenofón Kutsiumbas en griego: Ξενοφών Κουτσιούμπας; Tríkala, 1 de mayo de 1980) es un deportista griego que compitió en lucha grecorromana.
Ganó una medalla de bronce en el Campeonato Mundial de Lucha de 2001 y una medalla de bronce en el Campeonato Europeo de Lucha de 2003. Participó en los Juegos Olímpicos de Atenas 2004, ocupando el séptimo lugar en la categoría de 120 kg.

## Palmarés internacional
| Campeonato Mundial | Campeonato Mundial             | Campeonato Mundial | Campeonato Mundial |
| Año                | Lugar                          | Medalla            | Categoría          |
| ------------------ | ------------------------------ | ------------------ | ------------------ |
| 2001               | Patras (Grecia)                | Medalla de bronce  | 130 kg             |
| Campeonato Europeo |                                |                    |                    |
| Año                | Lugar                          | Medalla            | Categoría          |
| 2003               | Belgrado (Serbia y Montenegro) | Medalla de bronce  | 120 kg             |